# حنا مینه
حنا مینه (عربی: حنا مينة؛ ۹ مارس ۱۹۲۴ – ۲۱ اوت ۲۰۱۸) روزنامه‌نگار و رمان‌نویس برجسته اهل سوریه و یکی از نویسندگان تأثیرگذار عرب بود که «پدر رمان مدرن» سوریه یا «بنیانگذار رمان سیاسی» در این کشور خوانده می‌شد. در کتاب ادبیات «محور شرات» او به عنوان «برجسته‌ترین» نویسنده کشور توصیف شده‌است.
شجاعت حنا مینه هم در ایجاد تشکیلات ادبی در کشورهای استبداد زده عربی و هم در تشویق نویسندگان به پرداختن به موضوعات سیاسی ستودنی بود.

## زندگی‌نامه
حنا مینه سال در ۱۹۲۴ زمان قیمومیت فرانسه بر سوریه در لاذقیه در خانواده‌ای فقیر و مسیحی به دنیا آمد و دوران کودکی خود را در یکی از روستاهای منطقه اسکندرون گذراند. پس از ورود نیروهای ترک به منطقه در ۱۹۳۹ همراه با خانواده‌اش به لاذقیه مهاجرت کرد. پس از آموزش ابتدایی، نتوانست تحصیلات خود را ادامه دهد و از همان کودکی به کارهای مختلف موقتی، از ماهیگیری تا فروشندگی و آرایشگری روی آورد. مینه از همان نوجوانی به فعالیت‌های سیاسی گرایش یافت و در مبارزات ملی‌گرایانه علیه اشغال سوریه از سوی فرانسه شرکت داشت. او بارها زندانی شد و سالهایی را نیز به مجارستان، چین و لبنان رفت و در تبعید به سربرد. در سال ۱۹۴۷ در روزنامه «الانشا» چاپ دمشق کار روزنامه‌نگاری را آغاز کرد و پس از چندی سردبیری این روزنامه را برعهده گرفت.
حنا مینه در ۱۹۵۱ در تأسیس انجمن نویسندگان سوریه نقش مهمی داشت و سپس زمینه را برای برگزاری اولین کنگره نویسندگان عرب در دمشق در ۱۹۵۴ فراهم کرد. در سال ۱۹۹۵ در حمایت از آدونیس که از اتحادیه نویسندگان عرب اخراج شده بود از این اتحادیه بیرون آمد. آثارش برای ایجاد "هشیاری تازه" در ملت عرب، به نفع فقرا و علیه اغنیا و فساد موضع‌گیری می‌کرد، به "رسالت سیاسی و اجتماعی" ادبیات معتقد بود.
با وجود پیشینه حنا مینه در مبارزه سیاسی، رابطه این نویسنده با حکومت بشار اسد خوب بود و وزارت فرهنگ سوریه هر سال یک جایزه ادبی به نام او اهدا می‌کند.

## درگذشت
روز سه‌شنبه ۲۱ اوت در خانه‌اش در دمشق پس از یک دوره بیماری در ۹۴ سالگی درگذشت.
وزارت فرهنگ سوریه در پیامی، او را «یکی از بزرگترین رمان‌نویسان عرب و یکی از نمادهای رمان در جهان» دانست.

## آثار
زندگی در لاذقیه الهام‌بخش بسیاری از داستان‌هایش شد. در شیوه نوشتن، تحت تأثیر نویسندگان روس نظیر ماکسیم گورکی بود و از سبک رئالیسم سوسیالیستی برای روایت داستان‌هایش بهره می‌برد. دریای مدیترانه یکی از بسترهای جغرافیایی اصلی او مثل «لنگر» و «داستان ملوان» شد.
مینه در رمان‌های خود به وقایعی چون جنگ جهانی دوم و استقلال سوریه، کودتای نظامیان، اتحاد موقت مصر و سوریه و جنگ‌های سوریه با اسرائیل پرداخت.
مینه در چهل رمانی که در نیم قرن فعالیت ادبی از خود برجای گذاشت، فقر مادی و معنوی مردم و همچنین انزوای قهرمان‌های انقلابی در مقابل هجوم خارجی و استبداد داخلی را نشان می‌داد. اولین متن ادبی که از سوی وی منتشر شد، داستان کوتاهی بود با عنوان «دختر کوچکی برای فروش» که در سال ۱۹۴۵ در مجله «الطریق» در بیروت به چاپ رسید
اولین رمان حنا مینه، «چراغ‌های آبی» (۱۹۵۴)، پیش از انتشار به شکل کتاب، به مدت سه سال به صورت پی‌درپی در یک روزنامه منتشر می‌شد. موضوع اصلی این رمان زندگی مردم سوریه در دوران جنگ جهانی دوم است که با خلق شخصیت «فارِس» قهرمان داستان در نوجوانی با نیروهای فرانسوی در سوریه درگیر و به قهرمان ملی تبدیل می‌شود، روایت می‌شود.
دومین رمانش با نام «بادبان و طوفان» (۱۹۶۶) به شهرت رسید و از سوی منتقدان نیز در فهرست صد رمان برتر زبان عربی قرار گرفت. بر اساس این رمان، فیلمی به کارگردانی «غسان شمیط» در سال ۲۰۱۲ ساخته شد.
در «برف از روزنه می‌ریزد» (۱۹۶۹) حنا مینه بحران ناشی از خروج فرانسه از سوریه و قدرت گرفتن ژنرال‌های سوریه را دستمایه خلق داستان کرده‌است. فیاض، شخصیت اصلی رمان که یک استاد دانشگاه است، از جانب رژیم حسنی الزعیم، تحت تعقیب است. این رمان که در بیروت منتشر شد.
به عقیده برخی از منتقدان در «کابوس کوچ» نویسنده فقط خواسته با شرح دردمندانه خاطرات کودکی راوی، «ترحم و شفقت خواننده را برانگیزد.»
کَرَم، قهرمان رمان «بهار و پائیز» به چین و مجارستان تبعید می‌شود.

## جوایز
مینه برنده جوایز مختلف در ادبیات عرب شد از جمله:
- برنده جایزه نجیب محفوظ در مصر شد.
- در سال ۲۰۰۵ جایزه نویسندگان عرب را برای تمامی آثارش به دست آورد
- در اواخر عمر نیز جایزه ادبی محمد زفزاف از سوی بنیاد اصیلا در مراکش به مینه اهدا شد.